# 2955 Newburn
2955 Newburn је астероид главног астероидног појаса чија средња удаљеност од Сунца износи 2,179 астрономских јединица (АЈ).
Апсолутна магнитуда астероида је 13,5.